# 查爾斯·斯彭斯
查爾斯·斯彭斯是一名英國實驗心理學家。他是跨模態研究小組的負責人，該小組專門研究不同感官模態之間的資訊整合。他也在牛津大學薩默維爾學院教授本科生實驗心理學。
斯彭斯目前是多家跨國公司的顧問，並就多感官設計的各個方面提供諮詢。他也對歐洲太空梭上的乘員工作站的人機互動問題進行研究，目前正在研究與最大限度刺激感官的食品設計相關的問題，以及室內環境對情緒、健康和工作表現的影響。過去十年間，斯彭斯在科學雜誌上發表了500多篇文章。斯彭斯曾榮獲第10屆實驗心理學學會獎、英國心理學學會認知分會獎以及保羅·貝特森獎。最近，他還獲得德國洪堡基金會頒發的弗里德里希·威廉·貝塞爾研究獎。

## 研究工作
斯彭斯在跨模態食品研究領域最早和最著名的實驗之一是「聽覺線索在調節洋芋片脆度和僵硬度中的作用」，該實驗於2004年發表在《感官研究雜誌》上。實驗首次成功證明，食物的味道會因聲音的變化而有所不同。在實驗中，斯彭斯證明咬品客洋芋片時發出的聲音的音調和音量會影響人們對洋芋片新鮮程度的感知。與音調較低、較柔和的脆響相比，聲音較大、音調較高的脆響平均被食用者評為新鮮度高15%。
此後，他的研究證實食物的視覺、觸覺和聽覺會對食物的味道產生很大影響。其他研究結果還包括：用白色容器吃草莓慕斯比用黑色容器吃草莓慕斯要甜10%；用白色馬克杯喝咖啡的味道比用黑色馬克杯喝咖啡的味道濃郁近兩倍，但甜度只有後者的三分之二；如果優格的塑膠容器比優格重2.5盎司，吃優格的人會覺得優格的飽足感增加約25%。
斯彭斯因該研究獲得2008年的搞笑諾貝爾獎營養學獎，表彰其發現名稱好聽的食物，也會比較好吃。

## 外部連結
- 查爾斯·斯彭斯在ResearchGate上发表的出版物